# Iván Darío Bothia
Iván Darío Bothia Cely (Sácama, 27 juni 1990 –  Támara, 17 maart 2024) was een Colombiaans wielrenner die in 2016 reed voor Boyacá Raza de Campeones. In 2024 overleed hij in na een verkeersongeval.

## Carrière
In 2014 wonn Bothia de derde etappe van de Clásica Aguazul, die niet op de UCI-kalender stond. In het eindklassement werd hij tweede, op één minuut van Miguel Ángel López. Een jaar later wist Bothia de eerste etappe en het eindklassement van dezelfde wedstrijd te winnen.
In juli 2016 eindigde Bothia, in dienst van Boyacá Raza de Campeones, op plek 25 in de Prueba Villafranca de Ordizia. Later die maand werd hij negende in het bergklassement van de Ronde van Portugal.

## Ploegen
- 2016 –  Boyacá Raza de Campeones

Bothia · Chaparro · Cruz · Cubides · Diagama · Flórez · García · Gómez · Mancipe · Ochoa · Ortega · C.Parra · H.Parra · M.Rodríguez · W.Rodríguez · Romero